# 一塩化臭素
一塩化臭素（いちえんかしゅうそ、英: Bromine monochloride）は、化学式BrClの、臭素と塩素からなるハロゲン間化合物。強力な酸化剤としての性質を持つ。

## 用途
低レベルの水銀の分析や、工業用冷却水循環システムの殺菌・消毒および藻類の防除、リチウム電池の電圧やエネルギー密度向上に使われる。